# Pearlette Louisy
Pearlette Louisy, född 8 juni 1946, var mellan 17 september 1997 och 31 december 2017 Saint Lucias generalguvernör.